# قرار مجلس الأمن التابع للأمم المتحدة رقم 1098
قرار مجلس الأمن التابع للأمم المتحدة رقم 1098، الذي تم تبنيه بالإجماع في 27 فبراير 1997، بعد إعادة التأكيد على القرار 696 (1991) وجميع القرارات اللاحقة بشأن أنغولا، مدد المجلس ولاية بعثة الأمم المتحدة الثالثة للتحقق في أنغولا حتى 31 مارس 1997.
وأشار القرار إلى أن تشكيل حكومة الوحدة الوطنية والمصالحة قد تأخر مرة أخرى لأن يونيتا لم تمتثل للجدول الزمني المحدد في سياق بروتوكول لوساكا. كما تأخر تنفيذ الجوانب السياسية والعسكرية لاتفاقات السلام وشدد على أهمية وفاء يونيتا بالتزاماتها.
وبعد تمديد ولاية بعثة الأمم المتحدة الثالثة للتحقق في أنغولا، دعا المجلس حكومة أنغولا ويونيتا إلى حل القضايا المتبقية وإنشاء حكومة الوحدة الوطنية والمصالحة، وطلب من الأمين العام كوفي عنان تقديم تقرير بحلول 20 آذار / مارس 1997 عن التقدم المحرز في هذا الصدد.
وأعرب مجلس الأمن عن استعداده لفرض تدابير ضد يونيتا، كما هو موصوف في القرار 864 (1993)، وشدد على أن جهود الممثل الخاص للأمين العام، بالتعاون مع اللجنة المشتركة، ضرورية لعملية السلام.

## روابط خارجية
- نص القرار في undocs.org